# Аутоплюшофилия
Аутоплюшофилия (с англ. — «Plushophilia») — парафилия, фокус эротичного интереса которой — образ самого себя в виде плюшевой игрушки. Также часть объектофилии.
Многие плюшофилы модифицируют плюшевые игрушки, делая в них отверстие, напоминающее те, что есть в секс-куклах, чтобы иметь возможность сексуально взаимодействовать со своими игрушками. Плюшофилов иногда называют плюшовиками, хотя этот термин может также относиться к любителям мягких игрушек и к мягким игрушечным животным в целом.

## В сообществе фурри
Иногда считается, что плюшофилия распространена в фурри-фэндоме, отчасти из-за статьи в журнале Vanity Fair, опубликованной в 2001 году, в которой предполагалось, что у членов фурри-сообщества был распространён данный фетиш. Опрос, проведённый в 1998 году среди 360 представителей фурри-сообщества, показал, что менее одного процента (то есть менее четырёх человек) считают себя плюшофилами.
Порнография и сексуальные действия, связанные с антропоморфизмом животных (включая плюшофилию и парафилии, связанные с костюмами из меха и мультяшными животными), известны в сообществе фурри-фэндомов как «йифф».

## В других сообществах
Энн Лоуренс предложила назвать аутоплюшофилией сексуальное возбуждение, которое зависит от того, воображаешь ли ты себя плюшевой игрушкой или «изображаешь антропоморфных персонажей анимационных мультфильмов».